# Gouvernement Kreisky I
 (août 2023).
Si vous disposez d'ouvrages ou d'articles de référence ou si vous connaissez des sites web de qualité traitant du thème abordé ici, merci de compléter l'article en donnant les références utiles à sa vérifiabilité et en les liant à la section « Notes et références ».
IIe République d'Autriche
Klaus II Kreisky II
Le gouvernement Kreisky I (en allemand : Bundesregierung Kreisky I) est le gouvernement fédéral autrichien entre le 21 avril 1970 et le 19 octobre 1971, durant la douzième législature du Conseil national.

## Majorité et historique
Dirigé par le nouveau chancelier fédéral social-démocrate Bruno Kreisky, ancien ministre fédéral des Affaires étrangères, ce gouvernement est constitué par le seul Parti socialiste d'Autriche (SPÖ), qui dispose de 81 députés sur 165, soit 49,1 % des sièges au Conseil national. Il dispose du soutien, sans participation, du Parti libéral d'Autriche (FPÖ).
Il a été formé à la suite des élections législatives du 1er mars 1970 et succède au second gouvernement du conservateur Josef Klaus, soutenu par le seul Parti populaire autrichien (ÖVP), qui disposait de la majorité absolue au Conseil national. C'est la première fois, depuis 1945, que le gouvernement est dirigé par un social-démocrate et que l'ÖVP est renvoyé dans l'opposition.
La majorité parlementaire ayant fait voter plusieurs amendements à la loi électorale, des élections législatives anticipées sont convoquées le 10 octobre 1971 et voient le SPÖ remporter une majorité absolue, ce qui permet au chancelier de former le gouvernement Kreisky II.

## Composition
| Fonction                                                       | Titulaire | Titulaire                                         | Parti |
| -------------------------------------------------------------- | --------- | ------------------------------------------------- | ----- |
| Chancelier fédéral                                             |           | Bruno Kreisky                                     | SPÖ   |
| Vice-chancelier Ministre fédéral de la Protection sociale      |           | Rudolf Häuser                                     | SPÖ   |
| Ministre fédéral des Affaires étrangères                       |           | Rudolf Kirchschläger                              | Sans  |
| Ministre fédéral des Finances                                  |           | Hannes Androsch                                   | SPÖ   |
| Ministre fédéral de l'Intérieur                                |           | Otto Rösch                                        | SPÖ   |
| Ministre fédéral de la Justice                                 |           | Christian Broda                                   | SPÖ   |
| Ministre fédéral de l'Agriculture et des Forêts                |           | Johann Öllinger (jusqu'au 22/05/1970) Oskar Veihs | SPÖ   |
| Ministre fédéral des Transports                                |           | Erwin Frühbauer                                   | SPÖ   |
| Ministre fédéral de la Défense nationale                       |           | Johann Freihsler (jusqu'au 04/02/1971)            | SPÖ   |
| Ministre fédéral de la Défense nationale                       |           | Karl Lütgendorf (à partir du 08/02/1971)          | Sans  |
| Ministre fédéral de l'Enseignement et des Arts                 |           | Leopold Gratz                                     | SPÖ   |
| Ministre fédéral du Commerce, de l'Artisanat et de l'Industrie |           | Josef Staribacher                                 | SPÖ   |
| Ministre fédéral des Travaux publics et de la Technologie      |           | Josef Moser                                       | SPÖ   |
| Ministre fédéral de la Science et de la Recherche              |           | Hertha Firnberg                                   | SPÖ   |